# Gerald Ogando
Gerald Ogando es un humorista, empresario, cantante, compositor, animador, guionista, productor de radio y televisión, actor de cine y teatro y ganador del premio soberano al mejor comediante del año 2022 en su natal República Dominicana..
Su manera dinámica de presentar Stand Up Comedy y su creatividad para componer y escribir parodias de la actualidad del espectáculo y la política sumado a su faceta de cantante, le llevaron a crear el concepto denominado “Gerald Ogando show man, una banda con humor” convirtiéndose así en el primer humorista dominicano en presentar su performance una orquesta musical, con este concepto  de banda se destacan humoristas latinoamericanos de la talla de los icónicos Les Luthiers de argentina y el emblemático comediante  y excandidato a la presidencia de Venezuela Er conde guacharo.

## “Gerald Ogando show man, una banda con humor”

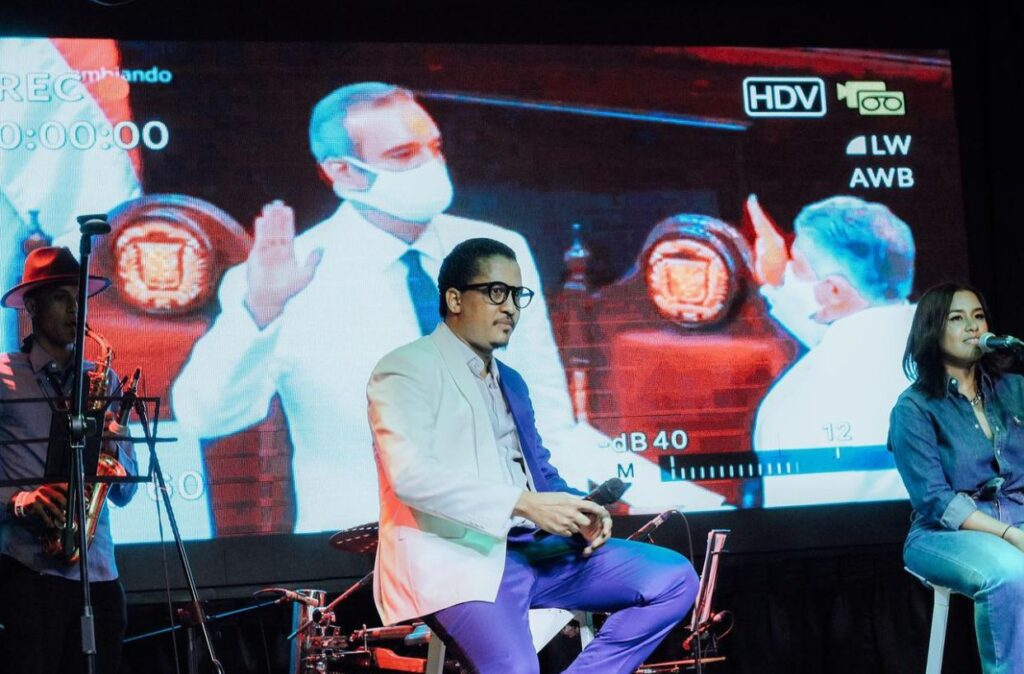
Gerald presentando su stand up comedy con música en vivo.

Es el nombre del evento con el que el comediante y actor Gerald Ogando llevó risas, parodias, humor político y hasta clases de dembow el viernes 14 de julio del 2022 a casa llena en Chao Café Teatro.
Este fue el primer espectáculo producido y protagonizado por Ogando, donde celebró su Premio Soberano como “Humorista del año”, utilizando todo lo que ha desarrollado en su carrera con los monólogos y las sátiras, además del stand up Comedy de todo lo que pasa en la actualidad dominicana.
Gerald compuso una canción donde “todos los políticos llevaron”, tal cual expresó al interpretar “Desde que tu llegaste” a ritmo de “La ventanita” de Sergio Vargas con una chaqueta presidencial.
En el tema que sacó carcajadas resumiendo los tres últimos gobiernos de la República Dominicana, Leonel Fernández, Danilo Medina y Luis Abinader.

## Premio soberano como comediante del año 2022[4]

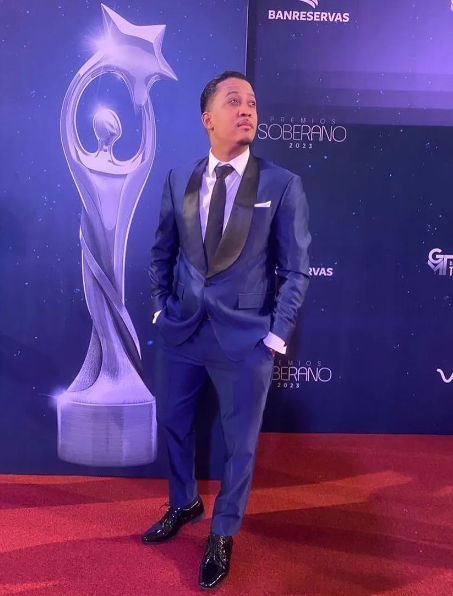
Gerald festeja su galardón de comediante del año en los Soberanos 2022.

Con un humor depurado, diferente, ha logrado que el público se conecte con el cada noche en el programa de Mariasela Álvarez.
Su aceptación se debe a que dejó de un lado ese humor chabacano el cual es el pan nuestro de cada día entre los que hacen comedia, claro hay excepciones como Fausto Mata y su hermano, los cuales son clase aparte.
Tiene eso que le falta a muchos, no se asombren si un día de estos lo ven fuera de aquí triunfando en grande, talento tiene de sobra, pero algo que le hace sobresalir es que entiende que el humor es universal.
Gerald Ogando es el ante y después entre los comediantes relevos.

## Programas de televisión
- El mismo golpe con jochy santos[6]
- Sin filtro radio show[7]
- Gozando con luisin martí[8]
- Las tardes con Luisin Jiménez[9]
- Raymundo y su team[10]
- Al aire libre[11]
- Relajando la mañana[12]
- El relajo de la 5[13]
- De su cuenta radio show junto a aquiles correa

## Papeles en televisión
- Show del medio día[14]
- La telerrealidad de Iván Ruiz[15]
- Divertido con Jochy Santos[16]
- Esta noche Mariasela[17]
- La aldea mágica[18]
- Amor de conuco[18]
- Caiste en el gancho
- Tele ofertas
- Cero estrés
- El sabor del humor
- Ke colmado
- La hora loca
- Rompiendo la noche
- La opción de la noche

## Filmografía
- Sanky Panky 3[19]
- CARIBE MIX[20]
- Lotoman[21]
- Los Paracaidistas
- LUIS[18]